# Chirodropus
Chirodropus is een geslacht van neteldieren uit de familie van de Chirodropidae.

## Soorten
- Chirodropus gorilla Haeckel, 1880
- Chirodropus palmatus Haeckel, 1880